# Calvaria de Cima
Calvaria de Cima ist eine Gemeinde (Freguesia) im portugiesischen Kreis Porto de Mós. In ihr leben 2477 Einwohner (Stand 19. April 2021).